# Casa à Rua da Quitanda, 61

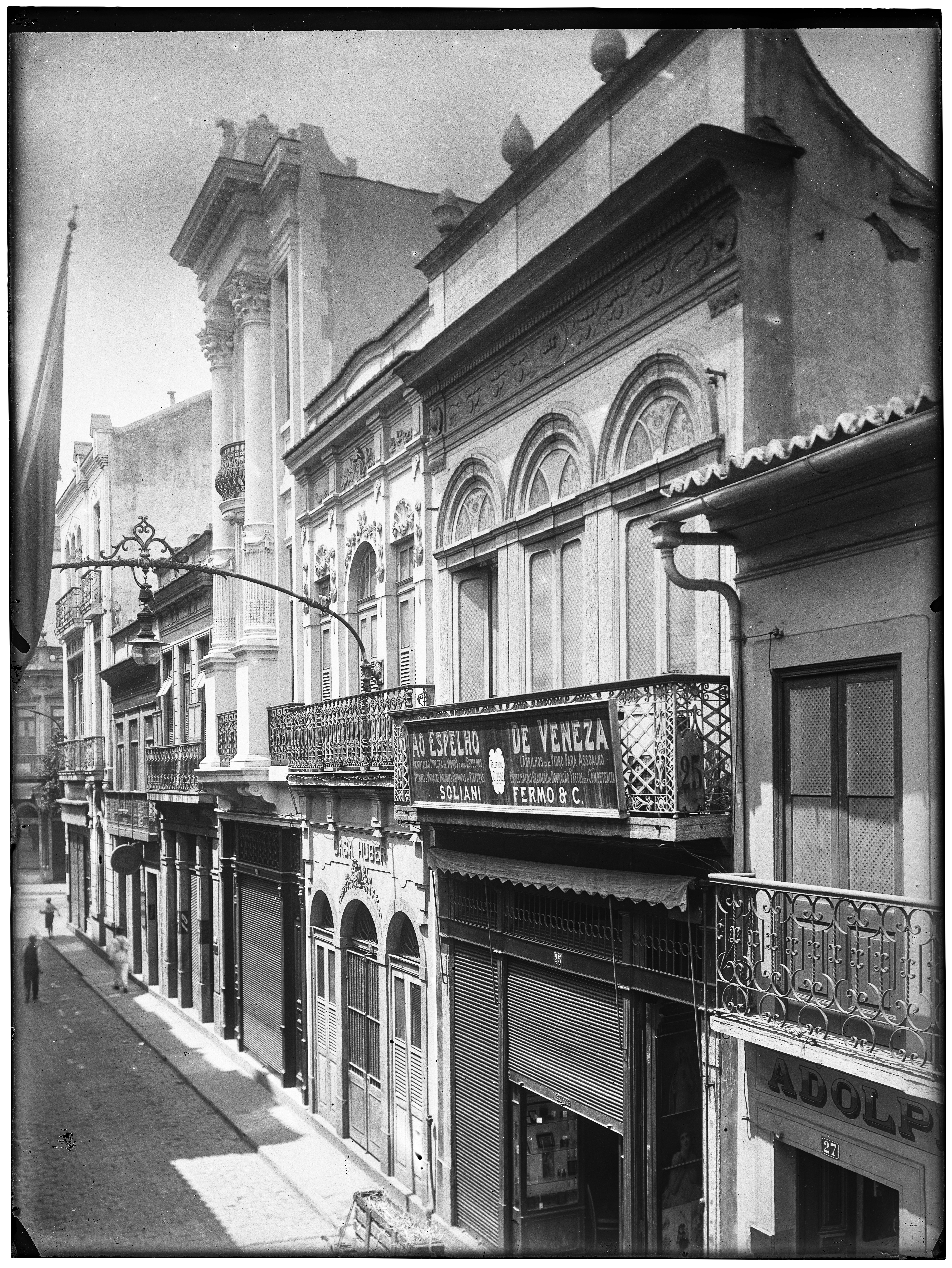
Rua da Quitanda entre 1885 e 1895

A Casa à Rua da Quitanda, n.º 61 em Rio de Janeiro, é um edifício de arquitetura urbana referente à segunda metade do século XIX.

## História
Localizada em uma das várias ruas mais conhecidas da cidade do Rio de Janeiro, a Casa à Rua da Quitanda, n.º 61 foi tombada pelo Instituto do Patrimônio Histórico e Artístico Nacional (IPHAN) em 29 de junho de 1972.
A indicação na fachada “Era 1872”, provavelmente remete à data de fundação do edifício.

## Descrição
Entre 1978-79, o arquiteto Augusto Silva Telles descreveu o edifício como um ótimo exemplo de arquitetura urbana das últimas décadas do século XIX, cita que no entablamento superior havia a indicação “Era 1872”. Detalha que a frontaria é estreita e alta e que o edifício apresenta três pisos em cada um, três vãos. Cita ainda que no pavimento térreo, outrora revestido de cantaria e com vãos de arco pleno, encontra-se desordenado e em uso comercial. O autor cita que nos pisos superiores às guarnições dos vãos, as bacias e as mísulas das sacadas corridas, de apuro acabamento, são de cantaria, e que, no entanto o revestimento das paredes é de azulejo estampilhado, cita ainda que os guarda-corpos são de ferro fundido, a cimalha de coroamento, de cantaria obedece à ordenação clássica e serve de apoio à beirada do telhado, cujos telhões eram feitos de louça azul e branca, procedentes do Porto. Atualmente constatamos que no prédio funciona um restaurante e que os telhões de louça portuguesa foram retirados.